# Jožef Kržišnik
Jožef Kržišnik, slovenski rimskokatoliški duhovnik, geograf in zgodovinar, * 19. avgust 1872, Predmost, † 6. november 1927, Ljubljana.

## Življenje in delo
Po gimnaziji in bogoslovju v Ljubljani je študiral na dunajski univerzi zemljepis in zgodovino, nakar je prevzel pouk obeh predmetov na škofijski gimnaziji v Šentvidu, kjer je ostal do smrti. Sestavil je več srednješolskih zemljepisnih učbenikov in opisal v knjigi leta 1898 Zgodovino horjulske fare (COBISS).
Učbeniki:
- Zemljepis za srednje šole, I. (COBISS), (COBISS)
- Zemljepis za srednje šole, III. (COBISS)